# Johannes Hendrikus Kern
Johannes Hendrikus Kern ( 1903 - 1974 ) fue un botánico neerlandés.

## Algunas publicaciones
- «The genus Viburnum in Malaysia». Reinwardtia 1: 107-170. 1951.
- «Viburnum». Flora Malesiana. series I 4. 1951. pp. 175-194.
- «A neglected Indian species of Cyperus». Reinwardtia 1: 463-466. 1952.
- «Some new Cyperaceae». Blumea 12: 23-30. 1963.
- «A new Hawaiian Gahnia (Cyperaceae)». Blumea 12: 349-351. 1964.

- La abreviatura «J.Kern» se emplea para indicar a Johannes Hendrikus Kern como autoridad en la descripción y clasificación científica de los vegetales.[1]